# The Green Mile (phim)
The Green Mile (tạm dịch: Dặm xanh) là một bộ phim chính kịch năm 1999 của Mỹ, do Frank Darabont đạo diễn dựa trên cuốn tiểu thuyết cùng tên của Stephen King. Tác phẩm có sự góp mặt của Tom Hanks (trong vai Paul Edgecomb), Michael Clarke Duncan (vai John Coffey) cùng một số diễn viên tên tuổi khác như David Morse, Bonnie Hunt và James Cromwell. Phim kể về cuộc đời của Paul, một viên chức coi ngục tử tù trong thời kỳ Đại suy thoái tại Hoa Kỳ, cùng với những hiện tượng siêu nhiên mà anh chứng kiến.
Bộ phim được công chiếu vào ngày 10 tháng 12 năm 1999 tại Hoa Kỳ và nhận được những đánh giá tích cực từ các nhà phê bình. Tác phẩm là một thành công thương mại khi thu về 290 triệu USD so với kinh phí bỏ ra 60 triệu USD. Phong cách hình ảnh và dàn diễn viên phim đều được khen ngợi. Ngoài ra, The Green Mile còn gặt hái được 4 đề cử Oscar: Giải Oscar cho nam diễn viên phụ xuất sắc nhất (Michael Clarke Duncan), Giải Oscar cho phim xuất sắc nhất, Giải Oscar cho hòa âm hay nhất và Giải Oscar cho kịch bản chuyển thể xuất sắc nhất.

## Nội dung
Trong một viện dưỡng lão ở Louisiana vào năm 1999, nhân vật chính Paul Edgecomb bật khóc khi xem bộ phim Top Hat. Bạn ông, Elaine, bắt đầu lo lắng, và Paul giải thích với bà rằng bộ phim làm cho ông nhớ lại những sự kiện xảy ra vào năm 1935, khi ông là một cai ngục, phụ trách cai quản khu tử tù, nơi thường được gọi là "Dặm xanh".
Năm 1935, Paul cùng với các sĩ quan Brutus Howell, Dean Stanton, Harry Terwilliger và Percy Wetmore đảm nhiệm vai trò cai quản khu tử tù. Paul, người bị mắc bệnh nhiễm trùng bàng quang, nhận một tù nhân mới tên là John Coffey, một người đàn ông da đen to lớn nhưng có tính cách trái ngược với vẻ ngoài. John bị kết án tử hình vì tội cưỡng hiếp và sát hại hai cô bé da trắng. Một trong những tù nhân khác là một người Mỹ bản địa tên Arlen Bitterbuck, bị buộc tội giết nhiều người và là người đầu tiên bị đưa lên ghế điện. Percy thể hiện mình là một con người độc ác, nhưng, với tư cách là cháu trai của Đệ nhất phu nhân Louisiana, hắn không thể bị trừng trị. Percy thường ngược đãi tù nhân Eduard Delacroix, đánh gãy tay ông, dẫm chết Ngài Jingles (chuột cưng của Del) và liên tục gọi ông là "tên đồng tính". Paul nói với Percy rằng hắn phải làm đơn chuyển đến một bệnh viện tâm thần ngay sau khi hắn hành quyết Del. Tại nơi hành quyết, Percy cố tình không ngâm miếng bọt biển và giật điện Del, khiến ông phải chịu một cái chết đau đớn và khủng khiếp.
John bắt đầu bộc lộ sức mạnh siêu nhiên của mình; anh chữa chứng nhiễm trùng bàng quang của Paul, hồi sinh Ngài Jingles và chữa lành khối u não cho Melinda Moores, vợ của trưởng cai ngục nhà tù. Sau đó anh truyền lại nỗi đau này cho Percy, dưới ảnh hưởng của nó hắn ta đã bắn chết tù nhân William Wharton. Wharton trước đó bị bắt vì tội giết người và là một kẻ gây rối; hắn tấn công những bảo vệ khi được đưa đến nhà tù, làm trò ngông hai lần mà sau đó khiến Paul phải ra lệnh nhốt hắn vào phòng biệt giam của khu, cũng như đe doạ Percy, xúc phạm chủng tộc John, đồng thời chịu trách nhiệm cho tội ác của John. John sau đó truyền sức mạnh cho Paul để anh hiểu rõ mọi chuyện, và khi làm như vậy, John cũng truyền sức mạnh siêu nhiên của mình vào Paul. Percy sau đó bị đưa đến nhà thương điên.
Mặc dù Paul phiền muộn về sự vô tội của John, nhưng John nói với Paul rằng anh ấy muốn chết, vì anh ấy không muốn chứng kiến sự tàn nhẫn của thế giới này. John cũng bộc bạch rằng anh chưa bao giờ xem một bộ phim chiếu rạp nào trước đây, nên anh đã được đưa đi xem tác phẩm Top Hat cùng với những bảo vệ khác như một yêu cầu cuối cùng. John bị tử hình vào tối hôm đó; khi ấy, anh đề nghị không được trùm khăn lên đầu vì sợ bóng tối.
Paul kết thúc câu chuyện bằng cách nói với Elaine rằng John là vụ hành quyết cuối cùng của ông và Brutus; cả hai sau đó đã xin nghỉ việc và chuyển đến trại cải huấn thiếu niên.
Elaine nhận ra rằng, Paul đã có một người con trai lớn vào năm 1935, thế nên ông phải già hơn nhiều so với vẻ bề ngoài. Paul tiết lộ rằng ông đã 108 tuổi. Ông sống lâu như vầy là nhờ sức mạnh mà John truyền lại. Chuột của Del, Ngài Jingles, vẫn còn sống khỏe mạnh. Bộ phim sau đó chuyển sang cảnh Paul tham dự đám tang của Elaine, và suy nghĩ rằng nếu sức mạnh của John có thể làm một con chuột sống được bao lâu, thì ông sẽ sống được nhiều hơn bấy lâu.

## Diễn viên
- Tom Hanks vai Paul Edgecomb
- David Morse vai Brutus "Brutal" Howell
- Bonnie Hunt vai Jan Edgecomb
- Michael Clarke Duncan vai John Coffey
- James Cromwell vai cai ngục Hal Moores
- Michael Jeter vai Eduard Delacroix
- Graham Greene vai Arlen Bitterbuck
- Doug Hutchison vai Percy Wetmore
- Sam Rockwell vai William "Wild Bill" Wharton
- Barry Pepper vai Dean Stanton
- Jeffrey DeMunn vai Harry Terwilliger
- Patricia Clarkson vai Melinda Moores
- Harry Dean Stanton vai Toot-Toot
- Dabbs Greer vai Paul già
- Bill McKinney vai Jack Van Hay
- Brent Briscoe vai Bill Dodge
- Eve Brent vai Elaine Connelly
- William Sadler vai Klaus Detterick
- Paula Malcomson vai Marjorie Detterick
- Evanne và Bailey Drucker vai Kathy và Cora Detterick
- Gary Sinise vai Burt Hammersmith

## Sản xuất
Darabont đã chuyển thể tiểu thuyết của Stephen King, Dặm xanh, thành kịch bản trong vòng 8 tuần.
Bộ phim được quay tại Warner Hollywood Studios, Tây Hollywood, California, và tại các địa điểm ở Shelbyville, Tennessee, Blowing Rock, Bắc Carolina cũng như Nhà tù bang Tennessee. Terence Marsh chịu trách nhiệm thiết kế cảnh quan nội thất.
Hơn 30 con chuột đã được huấn luyện để đóng vai Ngài Jingles.

### Tuyển vai
Hanks và Darabont đã gặp nhau trong bữa tiệc chiêu đãi tại lễ trao Giải Oscar năm 1994. Stephen King nói rằng ông đã hình dung ra Hanks đóng vai này và rất vui khi Darabont nhắc đến tên mình. Hanks ban đầu được cho là thủ vai cả Paul Edgecomb lúc về già, nhưng những đồ trang điểm không giúp anh trông giống một người đàn ông lớn tuổi. Vì thế nên Greer đã được mời vào vai Edgecomb già.
Duncan cho biết anh có được vai diễn của mình nhờ Bruce Willis, người mà anh cùng làm việc trong bộ phim Armageddon vào một năm trước đó. Theo Duncan, Willis đã giới thiệu anh với Darabont sau khi nghe thấy cuộc hội thoại tuyển vai John Coffey. Cầu thủ bóng rổ Shaquille O'Neal từng được cân nhắc cho vai John Coffey.
Morse không hề biết gì về kịch bản cho đến khi anh được đề nghị tham gia bộ phim. Morse nói rằng anh đã rơi nước mắt sau khi đọc xong nó. Darabont muốn Cromwell thủ vai nhân vật này ngay từ đầu, và sau khi đọc kịch bản, Cromwell đã cảm động và đồng ý.

## Nhạc phim
Bản nhạc phim của The Green Mile, Music from the Motion Picture The Green Mile, được phát hành vào ngày 19 tháng 12 năm 1999 bởi Warner Bros. Nó chứa 37 bản nhạc, chủ yếu là của Thomas Newman. Bản nhạc cũng chứa bốn ca khúc: "Cheek to Cheek" của Fred Astaire, "I Can't Give You Anything but Love, Baby" của Billie Holiday, "Did You Ever See a Dream Walking?" của Gene Austin và "Charmaine" của Guy Lombardo.

## Đón nhận

### Doanh thu
Tại Hoa Kỳ, The Green Mile được phát hành vào ngày 10 tháng 12 năm 1999 và thu về 136 triệu USD. Ở tất cả các lãnh thổ khác, bộ phim thu về 150 triệu USDP, với tổng doanh thu trên toàn thế giới là 290,7 triệu USD.

### Phương tiện tại gia
Bộ phim được phát hành trên đĩa VHS và DVD vào ngày 13 tháng 6 năm 2000. Phim đã thu về 17,45 triệu USD từ DVD và VHS vào ngày 18 tháng 6 năm 2000.

### Đánh giá chuyên môn
The Green Mile đã nhận được nhiều đánh giá tích cực từ giới chuyên môn. Trên Rotten Tomatoes, tác phẩm đạt tỉ lệ đồng thuận 78% dựa trên 134 bài đánh giá, với điểm số trung bình là 6,8/10. "Mặc dù The Green Mile có thời lượng dài, nhưng các nhà phê bình nói rằng đó là một trải nghiệm dữ dội, đầy cảm xúc". Tác phẩm cũng có số điểm 61/100 trên Metacritic dựa trên 36 nhà chuyên môn, cho thấy "những đánh giá chung thuận lợi". Khán giả được khảo sát bởi CinemaScore đã cho bộ phim điểm "A", trên thang điểm từ A+ đến F.

### Giải thưởng
| Giải thưởng                                                                  | Hạng mục                                            | Đề cử cho                                                                            | Kết quả   | Chú thích |
| ---------------------------------------------------------------------------- | --------------------------------------------------- | ------------------------------------------------------------------------------------ | --------- | --------- |
| Giải Oscar                                                                   | Kịch bản chuyển thể xuất sắc nhất                   | Frank Darabont                                                                       | Đề cử     | [ 14 ]    |
| Giải Oscar                                                                   | Hòa âm hay nhất                                     | Robert J. Litt, Elliot Tyson, Michael Herbick và Willie D. Burton                    | Đề cử     | [ 14 ]    |
| Giải Oscar                                                                   | Phim hay nhất                                       | David Valdes và Frank Darabont                                                       | Đề cử     | [ 14 ]    |
| Giải Oscar                                                                   | Nam diễn viên phụ xuất sắc nhất                     | Michael Clarke Duncan                                                                | Đề cử     | [ 14 ]    |
| Giải thưởng điện ảnh và truyền hình tổng hợp trên đài truyền hình            | Giải nhạc phim                                      | Thomas Newman                                                                        | Đoạt giải |           |
| Giải ruy băng đen                                                            | Nam diễn viên phụ xuất sắc nhất                     | Michael Clarke Duncan                                                                | Đoạt giải | [ 15 ]    |
| Giải Bom tấn Giải trí                                                        | Nam diễn viên phim chính kịch được yêu thích        | Tom Hanks                                                                            | Đoạt giải | [ 16 ]    |
| Giải Bom tấn Giải trí                                                        | Nam diễn viên phụ phim chính kịch được yêu thích    | Michael Clarke Duncan                                                                | Đề cử     |           |
| Giải Bom tấn Giải trí                                                        | Nữ diễn viên phụ phim chính kịch được yêu thích     | Bonnie Hunt                                                                          | Đề cử     |           |
| Giải Bram Stoker                                                             | Kịch bản xuất sắc nhất                              | Frank Darabont                                                                       | Đề cử     | [ 17 ]    |
| Hiệp hội Phê bình Phim Phát sóng                                             | Kịch bản chuyển thể xuất sắc nhất                   | Frank Darabont                                                                       | Đoạt giải | [ 18 ]    |
| Hiệp hội Phê bình Phim Phát sóng                                             | Nam diễn viên phụ xuất sắc nhất                     | Michael Clarke Duncan                                                                | Đoạt giải | [ 18 ]    |
| Hiệp hội Phê bình Phim Phát sóng                                             | Phim hay nhất                                       | The Green Mile                                                                       | Đề cử     | [ 18 ]    |
| Hiệp hội phê bình phim Chicago                                               | Nam diễn viên phụ xuất sắc nhất                     | Michael Clarke Duncan                                                                | Đề cử     |           |
| Hiệp hội phê bình phim Chicago                                               | Nam diễn viên có triển vọng nhất                    | Michael Clarke Duncan                                                                | Đề cử     |           |
| Hiệp hội đạo diễn Hoa Kỳ                                                     | Thành tựu đạo diễn xuất sắc nhất                    | Frank Darabont                                                                       | Đề cử     | [ 19 ]    |
| Giải Quả cầu vàng                                                            | Phim chính kịch hay nhất                            | Michael Clarke Duncan                                                                | Đề cử     | [ 20 ]    |
| Giải Golden Satellite                                                        | Nam diễn viên phụ phim điện ảnh xuất sắc nhất       | Doug Hutchison                                                                       | Đề cử     |           |
| Giải NAACP Image                                                             | Nam diễn viên phụ phim điện ảnh gây đột phá         | Michael Clarke Duncan                                                                | Đề cử     | [ 21 ]    |
| Giải Điện ảnh MTV                                                            | Diễn xuất đột phá nhất                              | Michael Clarke Duncan                                                                | Đề cử     | [ 22 ]    |
| Các nhà biên tập âm điện ảnh (Giải ruy băng vàng)                            | Biên tập âm xuất sắc nhất - Đối thoại và Lồng tiếng | Mark A. Mangini, Julia Evershade                                                     | Đề cử     | [ 23 ]    |
| Các nhà biên tập âm điện ảnh (Giải ruy băng vàng)                            | Biên tập âm xuất sắc nhất – Hiệu ứng và Tiếng động  | Mark A. Mangini, Aaron Glascock, Howell Gibbens, David E. Stone, Solange S. Schwalbe | Đề cử     | [ 23 ]    |
| People's Choice Awards                                                       | Phim điện ảnh được yêu thích                        | The Green Mile                                                                       | Đoạt giải | [ 24 ]    |
| People's Choice Awards                                                       | Phim chính kịch được yêu thích                      | The Green Mile                                                                       | Đoạt giải | [ 24 ]    |
| Giải Sao Thổ                                                                 | Nam diễn viên phụ xuất sắc nhất                     | Michael Clarke Duncan                                                                | Đoạt giải |           |
| Giải Sao Thổ                                                                 | Nữ diễn viên phụ xuất sắc nhất                      | Patricia Clarkson                                                                    | Đoạt giải |           |
| Giải Sao Thổ                                                                 | Phim hành động hoặc phiêu lưu hay nhất              | The Green Mile                                                                       | Đoạt giải |           |
| Giải Sao Thổ                                                                 | Đạo diễn xuất sắc nhất                              | Frank Darabont                                                                       | Đề cử     |           |
| Giải Sao Thổ                                                                 | Nhạc phim hay nhất                                  | Thomas Newman                                                                        | Đề cử     |           |
| Hiệp hội Các nhà biên kịch Khoa học viễn tưởng và Kỳ ảo Hoa Kỳ (Giải Nebula) | Kịch bản hay nhất                                   | Frank Darabont                                                                       | Đề cử     | [ 25 ]    |
| Giải thưởng của Nghiệp đoàn Diễn viên Màn ảnh                                | Nam diễn viên chính xuất sắc nhất                   | Michael Clarke Duncan                                                                | Đề cử     | [ 26 ]    |
| Giải thưởng của Nghiệp đoàn Diễn viên Màn ảnh                                | Dàn diễn viên điện ảnh xuất sắc nhất                | The Green Mile                                                                       | Đề cử     | [ 26 ]    |